# Mallosoma
Mallosoma is een kevergeslacht uit de familie van de boktorren (Cerambycidae). De wetenschappelijke naam van het geslacht werd voor het eerst geldig gepubliceerd in 1834 door Audinet-Serville.

## Soorten
Mallosoma omvat de volgende soorten:
- Mallosoma piptadeniae Giacomel, 1976
- Mallosoma scutellare White, 1853
- Mallosoma zonatum (Sahlberg, 1823)